# Monreale
Pour les articles homonymes, voir Monreale (homonymie).
Monreale (Murriali en sicilien) est une ville de la province de Palerme en Sicile (Italie). Elle est célèbre pour sa cathédrale d'architecture arabo-normande. 

## Géographie
Monreale se trouve à 7 km à l’ouest de Palerme.

### Hameaux
Aquino, Borgo Schirò, Cicio di Monreale, Giacalone, Grisì, Monte Caputo, Pietra, Pioppo, Poggio San Francesco, San Martino delle Scale, Sirignano, Sparacia, Tagliavia, Villaciambra

### Communes limitrophes
Alcamo (TP), Altofonte, Bisacquino, Borgetto, Calatafimi-Segesta (TP), Camporeale, Carini, Contessa Entellina, Corleone, Giardinello, Gibellina (TP), Godrano, Marineo, Montelepre, Palerme, Partinico, Piana degli Albanesi, Poggioreale (TP), Roccamena, San Cipirello, San Giuseppe Jato, Santa Cristina Gela, Torretta

## Histoire
La ville a été élevée en évêché en 1183.
La commune a été un haut lieu de la mafia qui profite de sa position géographique pour maitriser l'alimentation en eau de la Conca d'Oro et le transit des marchandises du centre de l'île vers Palerme. 
Le 4 mars 1880, les membres de la secte des Stuppagghieri ou Stoppaglieri de Monreale sont acquittés par le tribunal de Catanzaro.

## La cathédrale
- La cathédrale Santa Maria Nuova, d'architecture arabo-normande, construite à la demande de  Guillaume II entre 1172 et 1176, unit des styles faisant appel à l’architecture de l’Europe du Nord et à l’art mauresque. Elle est consacrée en 1182 par une bulle du pape Lucius III.
- Près de Palerme, la cathédrale domine la Conque d’or où les rois normands établirent leurs palais d'été. Du monastère bénédictin il ne reste que le cloître, composé de 228 colonnettes polychromes surmontées de chapiteaux réalisés par des artistes venus de France[4].

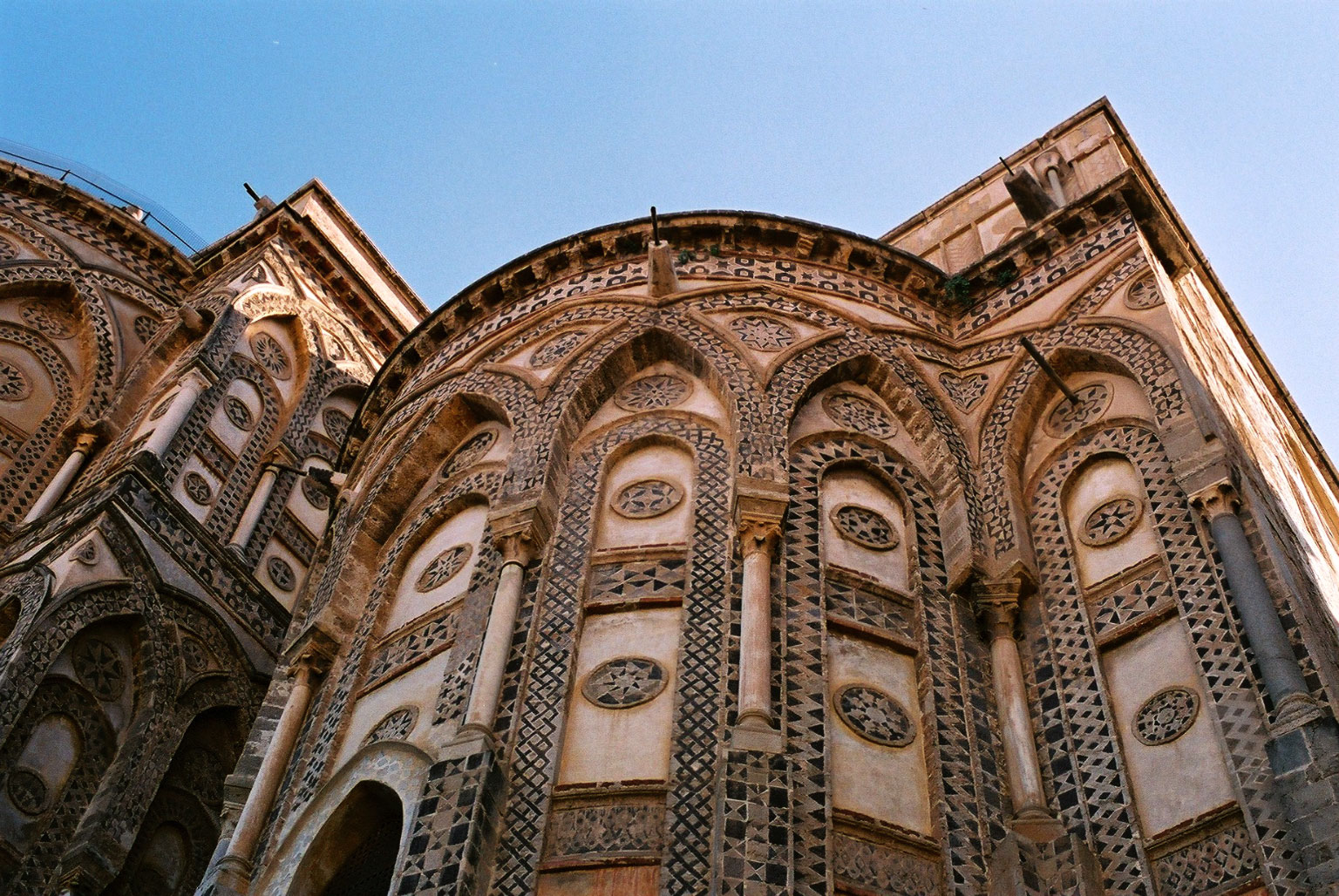
Abside de la cathédrale, dans un mélange d'architecture normande, byzantine et arabe et d'Afrique du Nord.
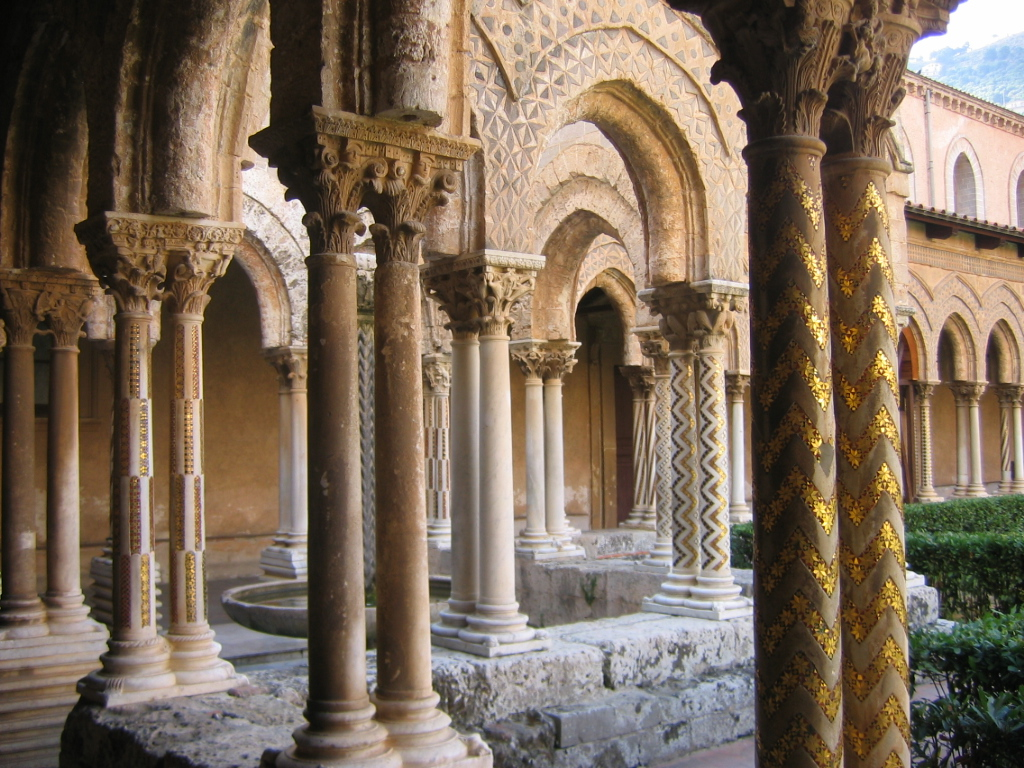
Cloître de la cathédrale.
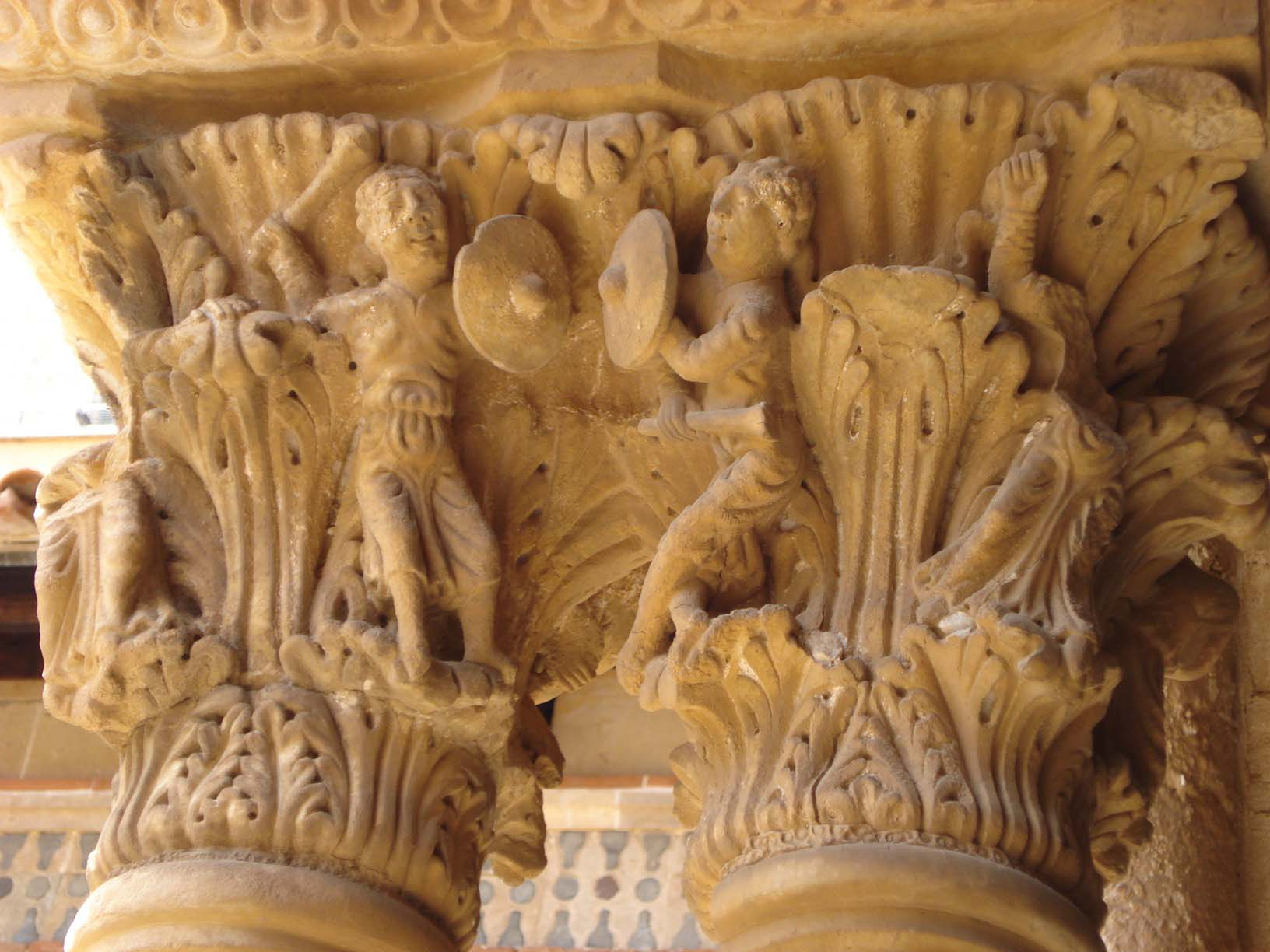
Duel à la massue, bas-relief sur chapiteau du cloître de la cathédrale.
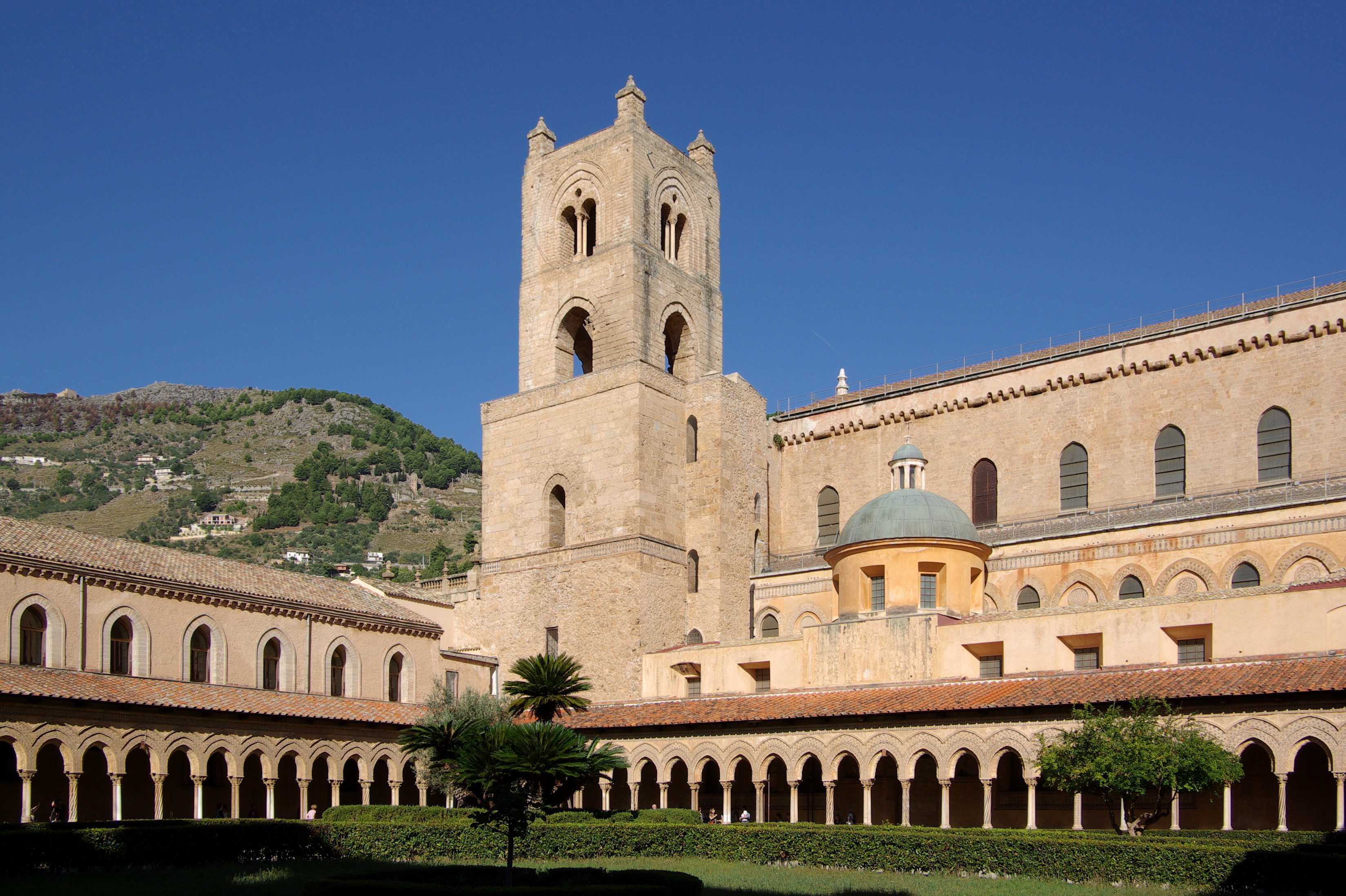
Vue.
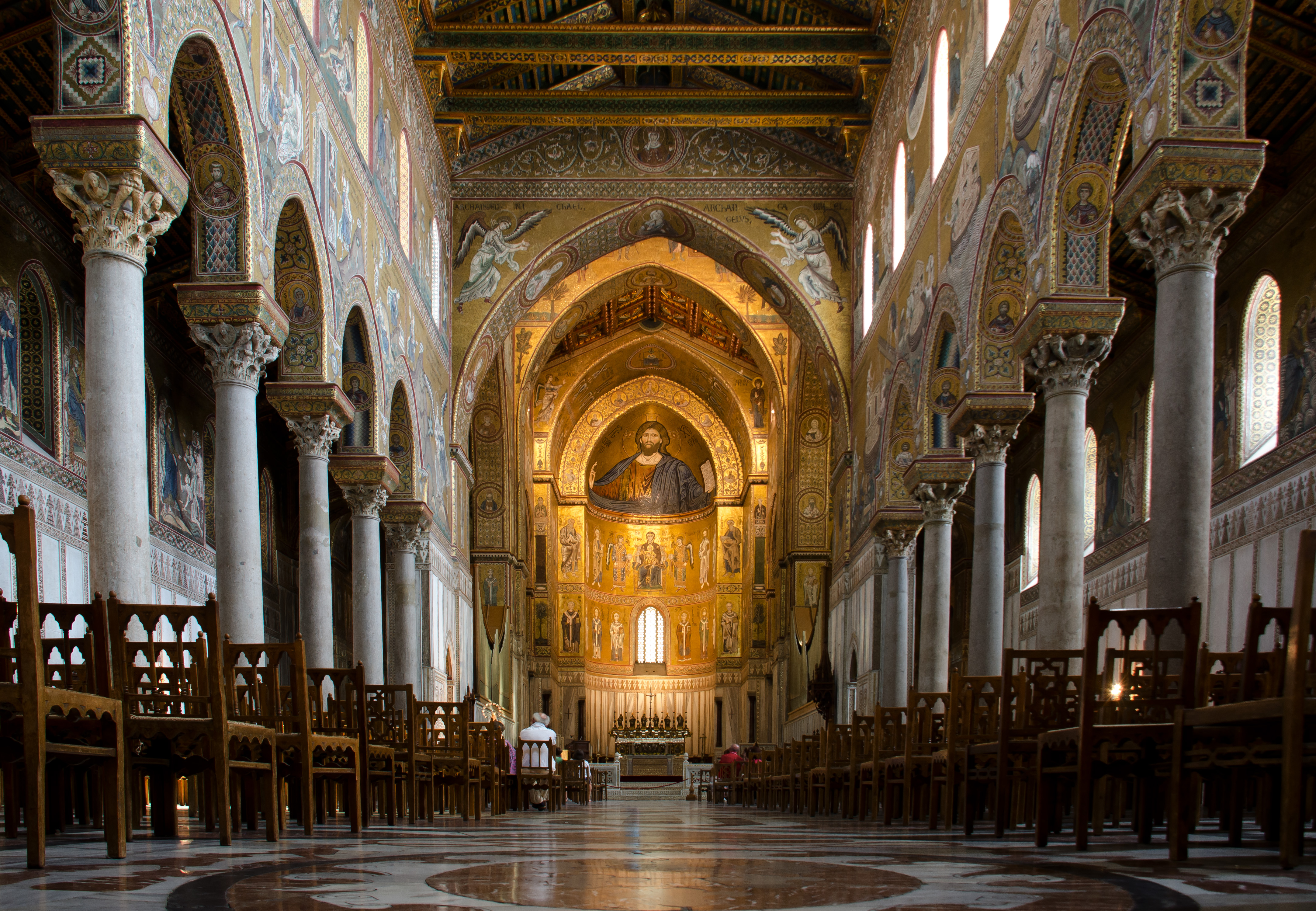
Mosaïques.
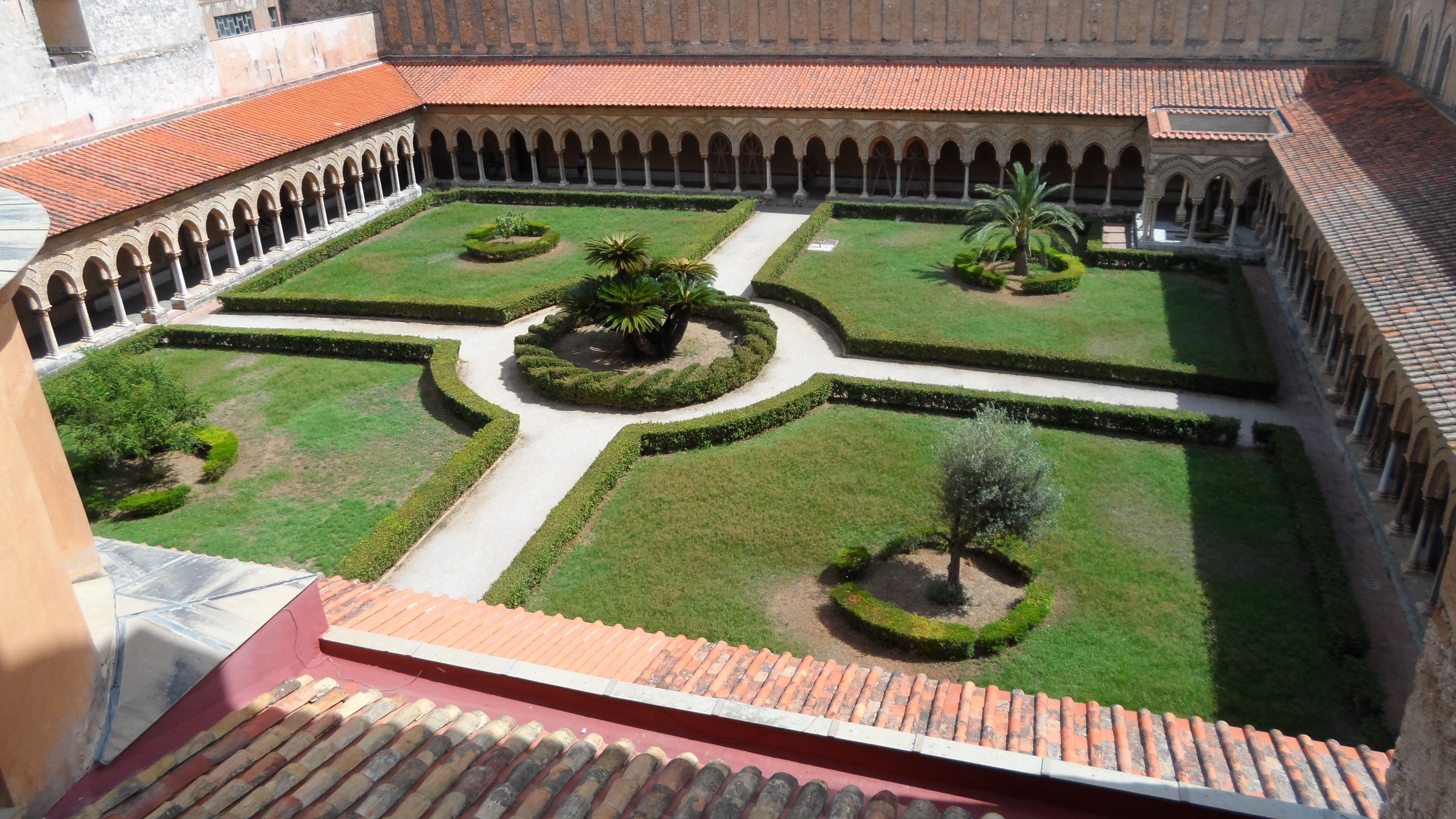
Le cloître.

## Autres monuments

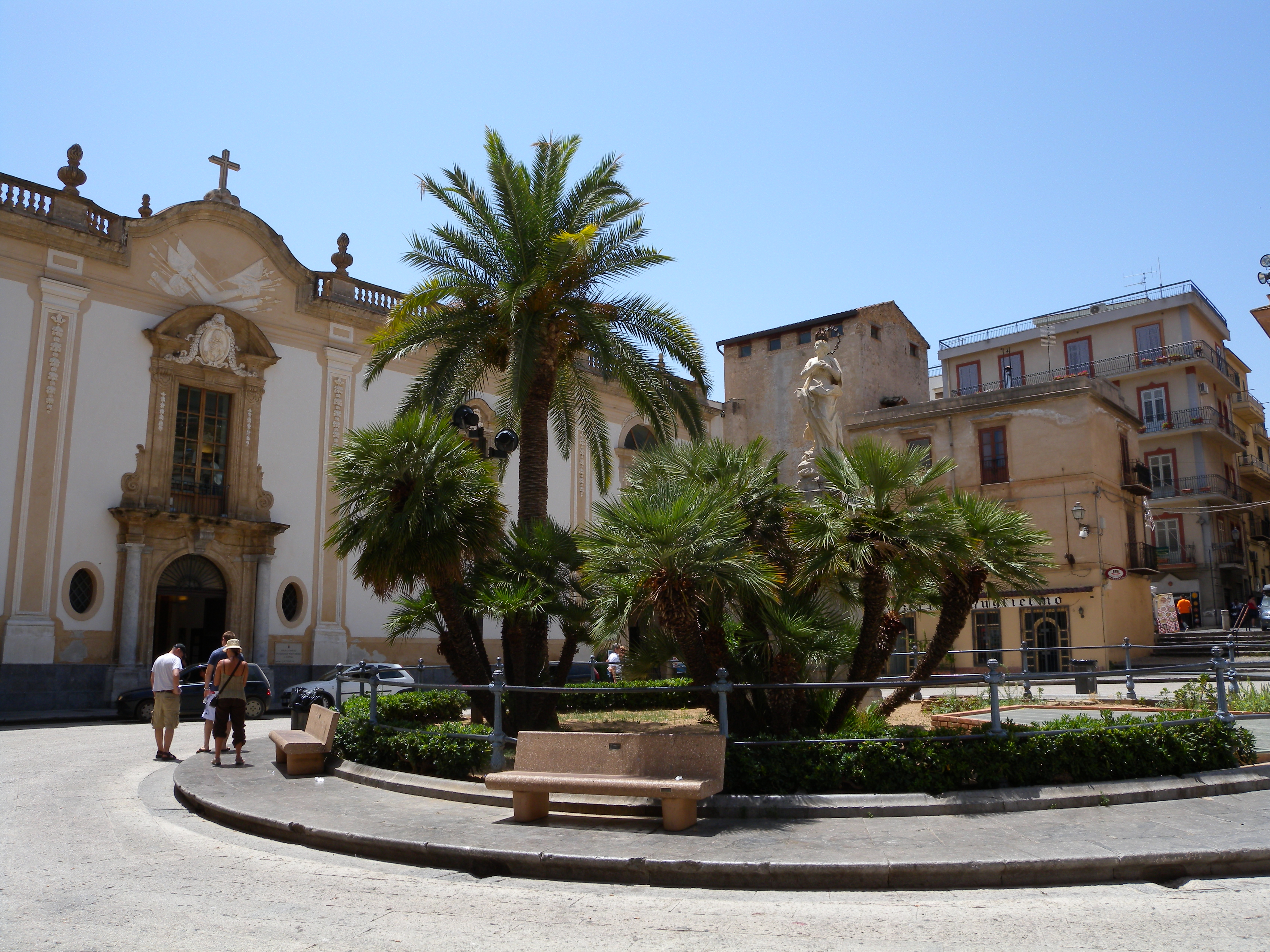
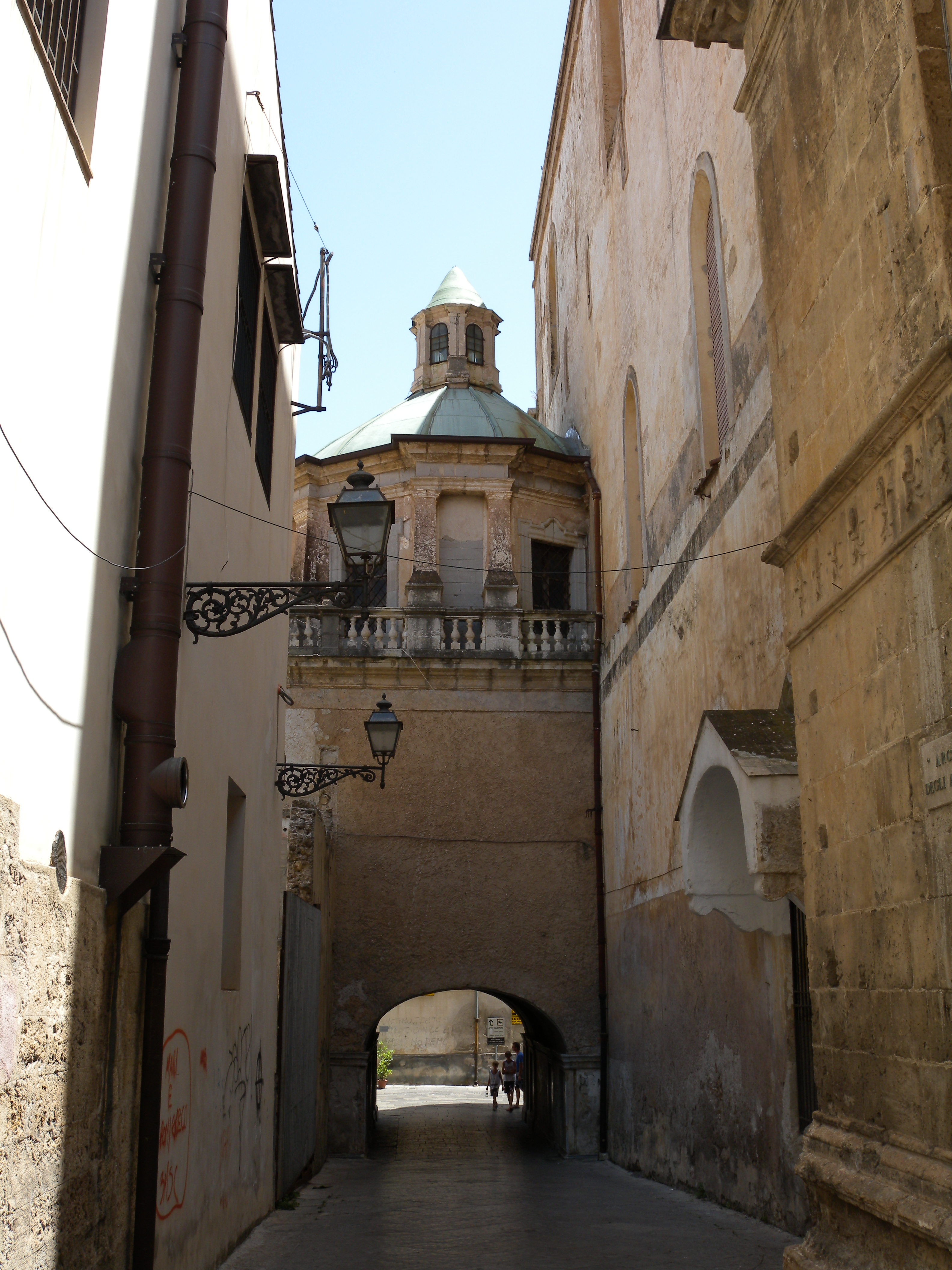
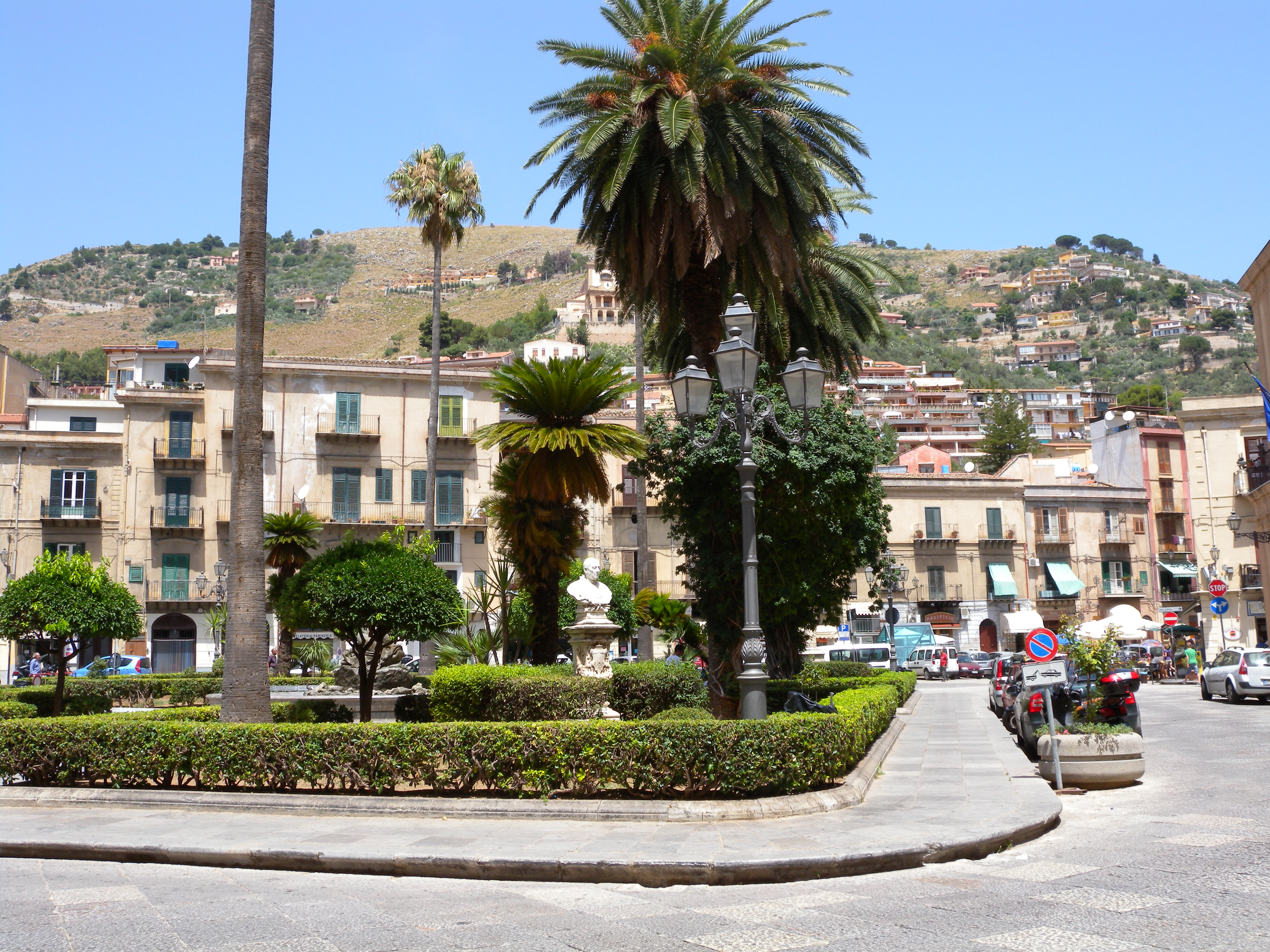
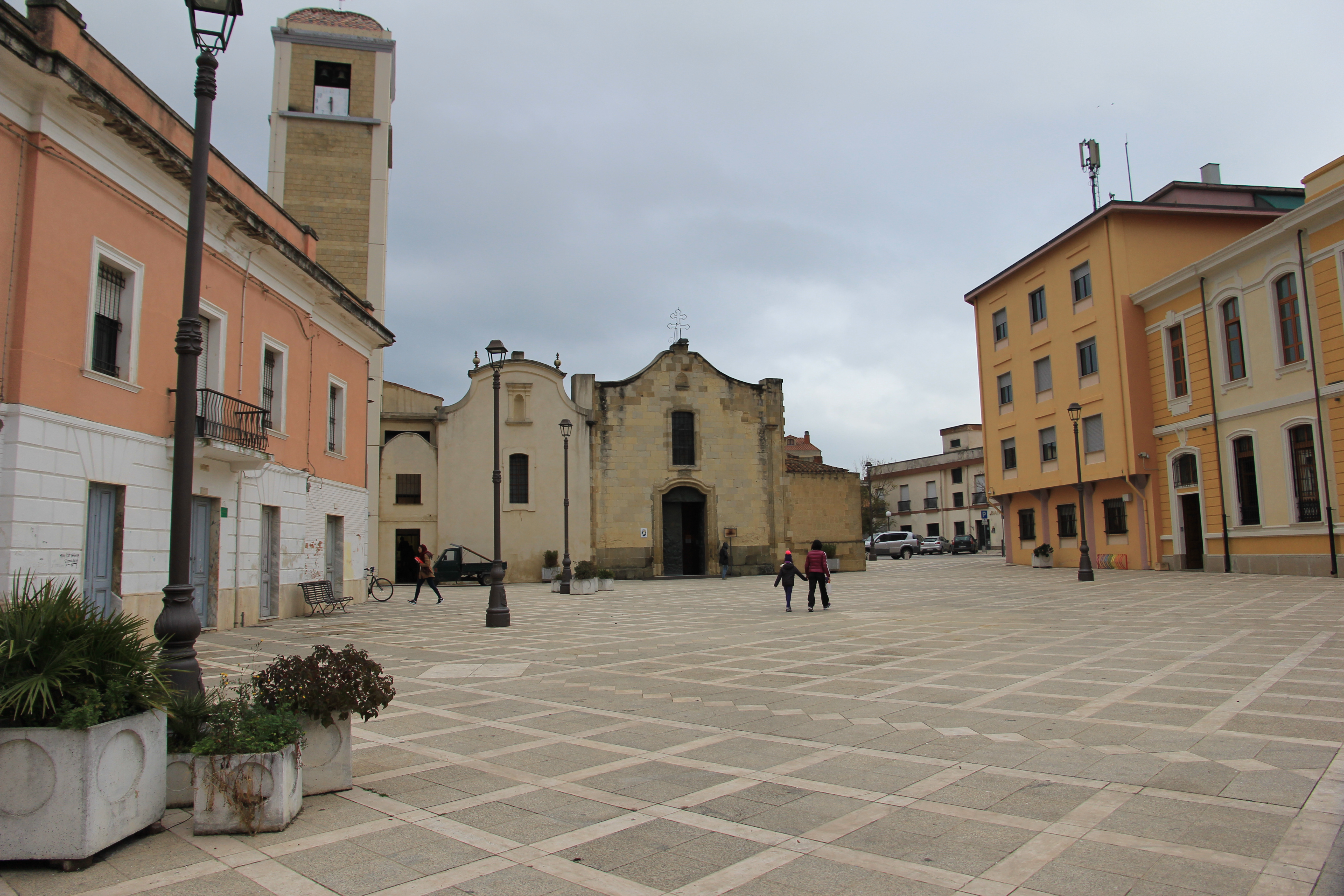
Piazza Marconi
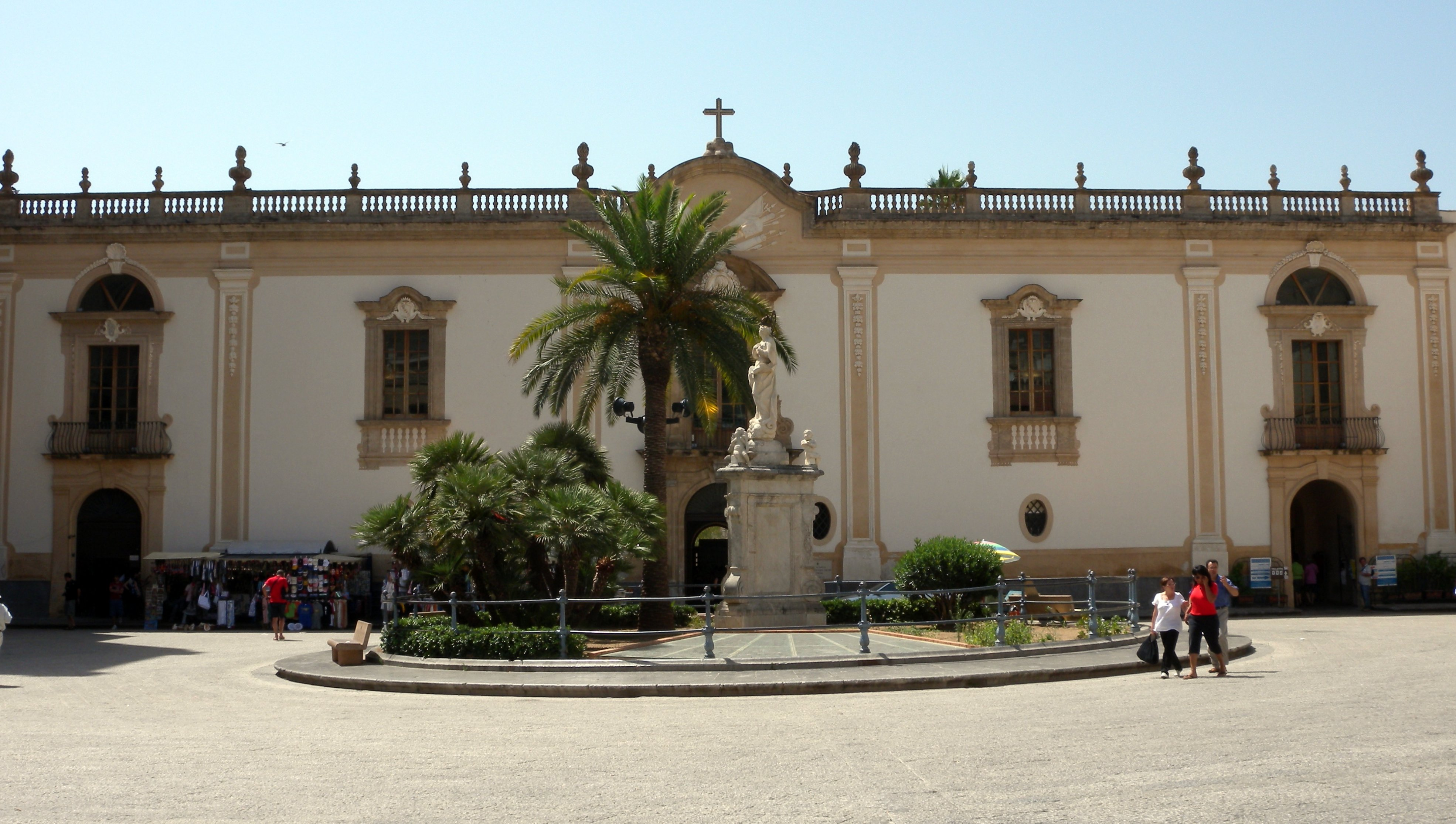

## Administration
| Période                                  | Période      | Identité          | Étiquette                   | Qualité |
| ---------------------------------------- | ------------ | ----------------- | --------------------------- | ------- |
| 1994                                     | ?            | Salvino Caputo    | Alliance démocrate (Italie) |         |
| 21 juin 2009                             | 10 juin 2014 | Filippo di Matteo | Peuple de la liberté        |         |
| 10 juin 2014                             | En cours     | Pietro Capizzi    | Parti démocrate             |         |
| Les données manquantes sont à compléter. |              |                   |                             |         |

### Évolution démographique
Habitants recensés

### Personnalités
- Antoine Auguste Intreccialagli (1852-1924), évêque de la ville de 1919 à 1924, surnommé (de son vivant) le saint évêque, en cours de béatification.
- Guido Messina (1931-2020), coureur cycliste, champion olympique .

### Article lié
- Liste des villes italiennes de plus de 25 000 habitants